# Lancaster (Ohio)
Lancaster é uma cidade localizada no estado norte-americano de Ohio, no Condado de Fairfield.

## Demografia
Segundo o censo norte-americano de 2000, a sua população era de 35.335 habitantes.
Em 2006, foi estimada uma população de 36.507, um aumento de 1172 (3.3%).

## Geografia
De acordo com o United States Census Bureau tem uma área de
46,8 km², dos quais 46,8 km² cobertos por terra e 0,0 km² cobertos por água. Lancaster localiza-se a aproximadamente 251 m acima do nível do mar.

## Localidades na vizinhança
O diagrama seguinte representa as localidades num raio de 16 km ao redor de Lancaster.